# 제단 (건축)

제단

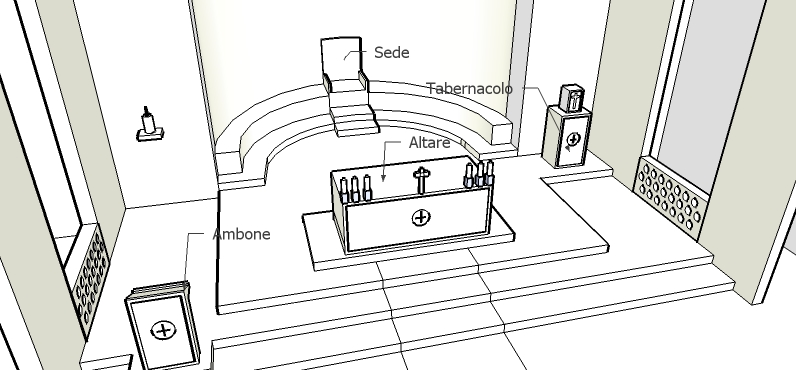
제단의 주요 구성, 뒤쪽부터 시계방향으로, 사제석, 감실, 제대, 독서대.

제단(라틴어: Presbyterium)은 주로 가톨릭교회의 성당 건축 일부분으로, 익랑을 중심으로 신자들이 머무르는 공간인 회중석과 마주보고 있는 영역을 가리킨다. 라틴어 어원은 '사제'를 뜻하는 Presbyterium에서 유래한다.
제단 안에는 집전자의 좌석인 사제석이 놓여 있고, 미사의 성찬 전례를 거행하는 제대가 있으며, 성체를 보존하는 감실이 있고, 말씀 전례를 거행하는 독서대가 놓여 있다.